# デンジャラス・マインド/卒業の日まで
『デンジャラス・マインド/卒業の日まで』（原題：Dangerous Minds）は、1995年制作のアメリカ合衆国の映画。ドン・シンプソン、ジェリー・ブラッカイマー製作。
ルアン・ジョンソンの自伝“My Posse Don't Do Homework”（邦題：「ルアン先生にはさからうな」）を原作とした実話に基づくドラマ映画。
1996年にアニー・ポッツ主演でTVシリーズ化され、ABCで放映されている。

## あらすじ
元海兵隊隊員の教師ルアン・ジョンソンは問題児ばかりが集められた高校に赴任した。ルアンは当初、海兵隊員時代に習得した空手を教える事で生徒の気を引こうとするが、校長から指導要綱に従うようにと注意を受けてしまう。
それでも、ルアンはめげずにあの手この手を使って生徒に学ぶ事の楽しさを教え、生徒たちにもその思いが伝わった矢先、生徒のリーダー格のエミリオとラウルが喧嘩騒ぎを起こして停学となり、さらに優等生のキャリーの妊娠が発覚し、転校の危機にさらされてしまう。ルアンは何とか彼等を救おうと奔走する。

## キャスト
| 役名                     | 俳優                    | 日本語吹替 |
| ------------------------ | ----------------------- | ---------- |
| ルアン・ジョンソン       | ミシェル・ファイファー  | 小山茉美   |
| ハル・グリフィス         | ジョージ・ズンザ        | 安西正弘   |
| ラウル                   | レナリー・サンティアゴ  | 藤原啓治   |
| エミリオ・ラミレス       | ウェイド・ドミンゲス    | 矢尾一樹   |
| ジョージ・グランディ校長 | コートニー・B・ヴァンス | 伊藤和晃   |
| カーラ・ニコルズ教頭     | ロビン・バートレット    | 定岡小百合 |
| キャリー・ロバーツ       | ブルックリン・ハリス    | 吉田美保   |
| アイリーン・ロバーツ     | ロレイン・トゥーサント  | 種田文子   |
| ダレル・ベントン         | リチャード・グラント    | 川津泰彦   |

その他、江川央生、佐藤しのぶ、喜田あゆ美、朝倉佐知、坂口賢一、木藤聡子、伊藤栄次、山崎たくみ、森川智之、田中一成、深水由美

## 原作日本語訳
- ルアン・ジョンソン『ルアン先生にはさからうな』酒井洋子訳（ハヤカワ文庫. NF、1995.5）